# الليبرالية الدولية
الليبرالية الدولية هي مدرسة في السياسة الخارجية تقول أن الدول الليبرالية يجب أن تتدخل في الدول الأخرى ذات السيادة من أجل تحقيق أهداف ليبرالية. ويمكن أن تشمل مثل هذا التدخل على حد سواء الغزو العسكري والمساعدات الإنسانية. ويتناقض هذا الرأي مع الانعزالية، الواقعية السياسية، وغيرها من مدارس السياسة الخارجية الرافضة للتدخل إلا في حالات الضرورة القصوى. يصفها نقادها بالـ«تداخلية الليبرالية». المدرسة قريبة من ليبرالية العلاقات الدولية.

## التاريخ
ظهرت الليبرالية الدولية خلال القرن التاسع عشر، خاصةً تحت رعاية وزير الخارجية البريطاني ورئيس الوزراء اللورد بالمرستون، وتطورت في العقد الثاني من القرن العشرين في عهد الرئيس الأمريكي وودرو ويلسون، وهكذا أصبحت تعرف باسم الويلسونية. كما ربط جون إيكينبيري ودانيال دودني الليبرالية الدولية بأفكار السياسة الخارجية التي روّج لها فرانكلين دي روزفلت.

## النظرية
الهدف من الليبرالية الدولية هو تحقيق الهياكل العالمية داخل النظام الدولي التي تميل نحو تعزيز نظام عالمي ليبرالي، وتحوّل تدريجي في السياسة العالمية من الفوضى إلى المؤسسات المشتركة وسيادة القانون، وتشجيع التجارة العالمية الحرة والاقتصاد الليبرالي والأنظمة السياسية الليبرالية. بالإضافة إلى ذلك، يكرّس الليبراليون الدوليون جهودهم لتشجيع ظهور الديمقراطية على مستوى العالم. وبمجرد تحقيق ذلك، سينتج السلام، إذ ستتمتع الدول الليبرالية بعلاقات تتميز باللاعنف، وتتسم العلاقات بين الديمقراطيات بنظرية السلام الديمقراطي.
تنص النزعة الدولية الليبرالية على أنه من خلال المنظمات متعددة الأطراف مثل الأمم المتحدة، من الممكن تجنب التجاوزات السيئة لسياسات القوة في العلاقات بين الدول. بالإضافة إلى ذلك، يعتقد الليبراليون الدوليون أن أفضل طريقة لنشر الديمقراطية هي معاملة جميع الدول على نفس القدر من المساواة والتعاون، سواء كانت ديمقراطية في البداية أم لا.

## أمثلة
من الأمثلة على الليبراليين الدوليين رئيس الوزراء البريطاني السابق توني بلير، الرئيس الأمريكي باراك أوباما، ثم وزيرة الخارجية هيلاري كلينتون. في الولايات المتحدة، غالبًا ما يرتبط ذلك بالحزب الديمقراطي الأمريكي. تحوّل بعض المحافظين الجدد ذوي الميول الليبرالية نحو الليبرالية الدولية في العقد الأول من القرن الحادي والعشرين.
تشمل الأمثلة الشائعة عن التدخل الليبرالي تدخل الناتو في البوسنة والهرسك، قصف الناتو ليوغوسلافيا عام 1999؛ التدخل العسكري البريطاني في الحرب الأهلية في سيراليون؛ والتدخل العسكري في ليبيا عام 2011. وفقًا للمؤرخ تيموثي غارتون آش، فإن هذه الأمور تختلف حسب الدوافع الليبرالية والأهداف المحدودة، عن التدخلات العسكرية الأخرى على نطاق واسع.
كما اعتُبرت المؤسسات متعددة الأطراف، مثل برنامج الأمم المتحدة الإنمائي، واليونيسيف، ومنظمة الصحة العالمية، والجمعية العامة للأمم المتحدة، أمثلة على النزعة الدولية الليبرالية.